# Star Wars: Commander
Star Wars: Commander è stato un videogioco sviluppato dalla LucasArts di tipo strategico in tempo reale pubblicato nel 2014 per Android e iOS, ambientato nell'universo fantascientifico di Guerre stellari. Fa parte del canone di Guerre stellari. Il gioco è stato chiuso il 12 giugno 2020.

## Trama
Il gioco si svolge prima, durante e dopo il quarto capitolo della saga. Il giocatore inizialmente ha una base su Tatooine e un amico umano che lo accompagnerà per tutto il tempo, chiamato Saponza. Dart Fener e la Principessa Leila si accorgono delle sue spiccate doti da comandante d'esercito ed entrambi gli chiederanno di entrare a far parte dell'Impero Galattico nel primo caso e nell'Alleanza Ribelle nel secondo. Da questa scelta si evolverà in seguito tutta la trama del gioco nella guerra contro la fazione nemica. Intanto la base verrà completamente distrutta dai mercenari di Jabba the Hutt e ricostruita secondo lo stile della fazione scelta.

## Modalità di gioco
Lo scopo è quello di costruire una base, imperiale o ribelle, a seconda della fazione, potenziandola nel tempo utilizzando le risorse disponibili, che verranno prodotte in determinati edifici e depositate per futuri acquisti e/o potenziamenti. Essa dovrà essere difesa da attacchi nemici: per questo dovranno essere costruite torrette difensive, che cambiano di scopo e potenza da tipo a tipo.
Si potranno attaccare basi della fazione nemica se queste non sono protette da "scudi" temporanei che impediscono attacchi di altri giocatori. Ci sono tre stelle disponibili per ogni battaglia: una stella equivale al 50% della base distrutta, due per aver distrutto anche il Quartier Generale e tre per aver distrutto il 100% della base. Dopo ogni attacco il giocatore vincerà un certo numero di medaglie a seconda delle stelle guadagnate e il bottino rubato.
Per attaccare ci vorranno unità da combattimento (soldati, macchine, robot, eroi o attacchi aerei), che si potranno potenziare nel Laboratorio di Ricerca in attacco e resistenza. Facendo così però verranno a costare di più singolarmente e impiegheranno più tempo nell'addestramento o nella costruzione. Si potrà entrare a far parte di una squadra (o fondarla) attraverso il Centro Squadra, in cui si potranno chiedere unità che verranno inviate da altri membri, ufficiali o dal Leader (il fondatore). Si potranno condividere anche i replay delle battaglie offensive o difensive.
Il giocatore, solo dopo aver costruito il Comando Planetario, potrà traslocare la sua base in altri pianeti (Hoth, Er'Kit, Dandoran, Yavin 4 o Takodana). Ogni tanto su un pianeta si accenderà un conflitto (durante qualche giorno) in cui bisognerà attaccare basi nemiche e vincere trofei. In base alla loro quantità si potrà salire di Lega: le Leghe permettono di vincere premi bonus alla fine di ogni vittoria totale.
La modalità Storia invece si sviluppa in più capitoli in cui il giocatore affronterà un dato numero di livelli a capitolo, in cui dovrà attaccare basi nemiche per continuare nella storia, difendere la sua base da attacchi imminenti, attaccare altri giocatori o distruggere delle basi nemiche usando solo le unità che verranno fornite dalla propria fazione.

### Risorse
Le risorse servono per comprare e potenziare edifici e truppe. Vengono prodotte in un certo tipo di edifici e poi depositati, per favorire acquisti necessari alla base. Si dividono in quattro categorie:

#### Cristalli
Sono la risorsa più rara, e non hanno specifici edifici dove vengono fabbricati o depositati; non possono essere rubati. Vengono estratti da rifiuti (naturali e non) che invadono di giorno in giorno il terreno della base, in piccole o grandi quantità a seconda della dimensione del rifiuto; sempre in base alla dimensione occuperanno un droide da costruzione in un lasso di tempo che può andare dai 10 secondi a 1 minuto. Servono ad accelerare il processo di costruzione, potenziamento o addestramento.

#### Crediti
Servono per assoldare truppe ed eroi, potenziarli, costruire macchine e ordinare attacchi aerei, comprare un certo tipo di edifici e potenziarli. Vengono prodotti nel mercato dei crediti e depositati nella camera blindata dei crediti.

#### Lega
La lega serve per costruire e potenziare alcuni edifici, tra i quali il Quartier Generale, le mura, e le torrette difensive. Viene prodotta nella raffineria di lega e viene depositata nei depositi di lega.

#### Merce di contrabbando
La merce di contrabbando viene scambiata con mercenari, potenziarli, droideka o i potenziamenti per quest'ultimo. Viene importata dal porto commerciale di contrabbando e viene depositata nel rifugio contrabbandieri.Oppure può essere saccheggiata attaccando un avversario.

### Esercito
Truppe di fanteria imperiali
- Soldato imperiale: truppe standard dell'Impero, i soldati imperiali escono dalle accademie giurando indiscussa lealtà all'Impero. In qualità di generalisti, hanno maggior efficacia se utilizzati in gruppi numerosi.
- Aggressore imperiale phase II: unità sperimentali dell'Impero, gli aggressori imperiali phase II sono pesantemente corazzati e tempestano le difese nemiche con cannoni d'assalto
- Scout imperiale: soldati poco resistenti e con attacco modesto ma sono molto veloci e utili per saccheggiare velocemente i villaggi.
- Truppa si dewback: soldati imperiali che montano grosse bestie che distruggono velocemente le mura. meglio se usate in gruppi da 5 o 6
- Droide riparatore: piccoli droidi volanti che vanno vicino alle truppe, soprattutto alle macchine e le curano per farle continuare a combattere. Se usati in grande quantità possono rendere una truppa quasi indistruttibile.
- Soldato pesante: soldati specializzati che hanno una grande potenza di fuoco ma restano sempre dietro le altre truppe data la loro modesta resistenza.
- Tiratore scelto: soldati scelti che hanno leggeri fucili per abbattere in poco tempo i bersagli.
- Assaltatore imperiale: soldati abbastanza resistenti che utilizzano grossi lanciarazzi per distruggere i loro bersagli e aprire la strada verso il municipio.
- Soldati saltatori: soldati veterani dotati di zaini a razzo che permettono loro di schivare molti colpi e di assaltare i nemici dall'alto.
Eroi imperiali
- AT-ST veterano: un grande camminatore AT-ST nero potenziato con due enormi mitragliatrici con una resistenza non troppo alta ma in grado di distruggere in pochi secondi qualsiasi cosa.
- AT-MP III Mark: un grande AT-MP nero, dotato di una buona resistenza e di un attacco accettabile che bombarda le torrette.
- Guardia reale: cavalieri bardati di rosso con enormi spade e una resistenza altissima ma per colpire i nemici devono avvicinarsi molto e diventano vulnerabili.
- AT-AT d'elite: AT-AT potenziati con buona resistenza e un ottimo attacco.
- Dart Fener: l'essere più potente della galassia, ha un'ottima resistenza e l'attacco più alto del gioco, oltretutto ha un'abilità speciale, cioè può, per una certa quantità di tempo, diventare indistruttibile, poiché devia i colpi di torretta con la spada laser.
- Johhar Kessen: un mercante che ha deciso di diventare un mercenario e lavora per l'impero, ha un buon attacco, una discreta resistenza, ma ha anch'esso un'abilità speciale, perché può sparare un raggio che attraversa tutto il villaggio e danneggia tutto ciò che incontra.
Veicoli imperiali
- Speeder bike: veloci motociclette che hanno una discreta resistenza, ma un buon attacco se usate in gruppetti.
- Camminatore AT-ST: camminatori bipedi meccanici che montano dei cannoni laser, hanno una discreta resistenza e un buon attacco.
- Carro anfibio 2-M: carri armati metallici lenti ma con una buona resistenza e un discreto attacco utili per difendere altre truppe o macchinari.
- AT-MP: armature corazzate che sono armate di lanciamissili, hanno un ottimo attacco, soprattutto contro gli scudi, ma sono delicati e vulnerabili perché per distruggere gli scudi si allontanano dalle altre truppe.
- AT-AT: enormi "animali" metallici che distruggono le mura camminandoci sopra, hanno un ottimo attacco e una resistenza molto buona.
- Droide sonda: veloci droidi abbastanza vulnerabili ma con un discreto attacco.
- Cannone pesante mobile: un macchinario a 6 gambe che trasporta un grosso cannone laser, ha un buon attacco e un'ottima difesa ma è molto lento per via del peso che trasporta.
- AT-DP: camminatori costosi e lenti ma resistentissimi e con un attacco molto alto.
- MTV-7: carri da combattimento molto veloci e con un buon attacco con bersaglio principale le risorse, ma con una resistenza discutibile.
Mercenari
- Inceneritrice Twi'lek: una guerriera abbastanza resistente e armata di un lanciafiamme capace di colpire più edifici contemporaneamente, quando muore lancia il suo lanciafiamme che esplode.
- Guerriero Gamorreano: un guerriero abbastanza lento ma piuttosto resistente, ha un discreto attacco e quando muore lancia la sua ascia per fare un ultimo danno.
- Munizionieri su Luggubeast: animali particolari che non attaccano ma emettono onde che aumentano l'attacco dei soldati vicino a loro.
- Cacciatore Dowutin: un guerriero resistente che indebolisce gli edifici vicino a lui con una granata esplosiva e poi li finisce con il suo blaster gigante.
- Droide di sicurezza imperiale: droide con molta forza d'attacco, ma molta poca resistenza.
Fanteria ribelle
- Soldati ribelli: soldati con buon attacco ma discutibile resistenza, forti in gruppi numerosi.
- Guerriero wookie: wookie armati di balestra con una buona resistenza e un discreto attacco.
- Soldato su bantha: soldati che montano enormi bantha che usano per distruggere le mura e radere al suolo i villaggi. hanno una buona resistenza e un attacco decente.
- Esploratore ribelle: veloci soldati con poco attacco e poca resistenza ma utili per ricognizioni e per saccheggiare i villaggi nemici.
- Droide medico: droidi che curano gli alleati sul campo di battaglia.
- Soldato pesante: grossi soldati muniti di mitragliatori con un ottimo attacco ma di una scarsa resistenza.
- Cecchino ribelle: agili cecchini che distruggono in poco tempo i nemici.
- Avanguardia ribelle: soldati muniti di lanciamissili che bombardano dalle retrovie i nemici.
- Soldato con zaino a razzo: soldati con zaini a razzo che evitano molti colpi di mortaio e attaccano dall'alto.
Eroi ribelli
- Chewbecca: il famoso amico di Ian Solo, armato di balestra ha una buona resistenza e un discreto attacco.
- Ian Solo: il leggendario pilota della saga, ha un discreto attacco e una resistenza discutibile.
- Leila Organa: principessa ribelle, ha un buon attacco e una discreta difesa.
- R2-D2: un droide che cura le truppe sul campo di battaglia.
- Luke Skywalker: eroe ribelle ha un discreto attacco e una buona resistenza.
- Johhar Kessen: un mercante che è diventato un mercenario e si è alleato con i ribelli, ha un attacco basso e una difesa che lascia a desiderare.
Veicoli ribelli
- Speeder bike: veloci motociclette che hanno un discreto attacco e una resistenza decente.
- Carro repulsore T2-B: carri armati dotati di corazze pesanti ma di un attacco che fa davvero pena.
- Carro anfibio AAT-1: carri più resistenti dei repulsori e con un attacco leggermente più alto.
- Camminatore AT-AP: camminatori bipedi con un discreto attacco ma con una difesa che lascia a desiderare.
- Juggernaut: uno dei mezzi più potenti, è un enorme carro armato con un buon attacco e un'ottima resistenza.
- Skiff antiveicolo: veloci veicoli con un attacco piuttosto basso e una discreta resistenza.
- Droide hailfire: veloci droidi con un basso attacco e una discreta difesa, utili contro i veicoli nemici.
- AT-TE: uno dei mezzi più potenti, ha una altissima difesa e un attacco accettabile.
- Camminatore AT-RT: camminatori più resistenti degli AT-AP e con un attacco maggiore.